# Pomoć u razvoju
Pomoć u razvoju je finansijska pomoć upućena od strane država i drugih tela u cilju podrške društvenog i ekonomskog razvoja zemlje u razvoju. Razlikuje se od humanitarne pomoći jer se fokusira na iskorenjivanje siromaštva na duge staze, ne samo kratkotrajno.
Termin razvojna kooperacija koji koristi na primer, Svetska zdravstvena organizacija označava ideju partnerstva koje treba da postoji između donora i primaoca, umesto tradicionalnog pristupa u kome bogatija i razvijenija strana dominira u odnosu. Veliki deo pomoći dolazi od zapadnih razvijenih država, ali i manje bogate države doniraju pomoć.
Pomoć može da bude bilateralna, kada jedna država direktno donira novac drugoj ili multilateralna, odnosno da donor pomaže međunarodnu organizaciju kao što je slučaj sa svetkom bankom ili različitim organizacijama u okviru Ujedinjenih nacija koje onda tu pomoć distribuiraju do zemalja u razvoju. Trenutni odnos ovih vrsta pomoći je 70% bilateralna i 30% multilateralna.